# Kastilien und León
Kastilien und León (spanisch Castilla y León; leonesisch Castiella y Llión) ist eine spanische autonome Gemeinschaft. Der Regierungssitz ist Valladolid.

## Geografie und Gliederung
Kastilien und León umfasst die Nordmeseta, eine zwischen 600 und 800 m Höhe liegende, von Randgebirgen begrenzte Hochebene im Nordwesten Zentralspaniens, die vom Duero entwässert wird.
Der westliche Teil mit den Provinzen León, Zamora und Salamanca bildet die historische Landschaft León; der als Altkastilien bekannte zentrale und östliche Teil gehört zur historischen Landschaft Kastilien.
| Flagge                        | Provinz                   | Hauptstadt                | Cod INE                   | Anzahl Comarcas | Anzahl Gerichts- bezirke | Anzahl Gemeinden | Einwohner (2024) | Fläche (km²) | Dichte (Einw./km²) |
| ----------------------------- | ------------------------- | ------------------------- | ------------------------- | --------------- | ------------------------ | ---------------- | ---------------- | ------------ | ------------------ |
| Flagge der Provinz Ávila      | Ávila                     | Ávila                     | 05000                     | 5               | 4                        | 248              | 158,989          | 8.049,00     | 20                 |
| Flagge der Provinz Burgos     | Burgos                    | Burgos                    | 09000                     | 10              | 7                        | 371              | 358,948          | 14.288,92    | 25                 |
| Flagge der Provinz León       | León                      | León                      | 24000                     | 10              | 7                        | 211              | 446,445          | 15.569,36    | 29                 |
| Flagge der Provinz Palencia   | Palencia                  | Palencia                  | 34000                     | 4               | 3                        | 191              | 158,115          | 8.051,92     | 20                 |
| Flagge der Provinz Salamanca  | Salamanca                 | Salamanca                 | 37000                     | 12              | 5                        | 362              | 327,685          | 12.348,37    | 27                 |
| Flagge der Provinz Segovia    | Segovia                   | Segovia                   | 40000                     | 3               | 5                        | 209              | 156,788          | 6.979,06     | 22                 |
| Flagge der Provinz Soria      | Soria                     | Soria                     | 42000                     | 12              | 3                        | 183              | 90,150           | 10.307,02    | 9                  |
| Flagge der Provinz Valladolid | Valladolid                | Valladolid                | 47000                     | 8               | 3                        | 225              | 525,398          | 8.110,52     | 65                 |
| Flagge der Provinz Zamora     | Zamora                    | Zamora                    | 49000                     | 12              | 5                        | 248              | 165,832          | 10.561,22    | 16                 |
| Gesamt Kastilien und León     | Gesamt Kastilien und León | Gesamt Kastilien und León | Gesamt Kastilien und León | 76              | 42                       | 2.248            | 2,388,350        | 94.265,39    | 25                 |

Kastilien und Léon ist die flächenmäßig größte autonome Region Spaniens und zugleich die am dünnsten besiedelte. Sie erstreckt sich mit 94.218 km² Landfläche über 18,6 % der spanischen Landmasse, stellt jedoch mit einer Bevölkerungsdichte von 25 Einw./km² (Spanien: 95 Einw./km²) nur 5,7 % der Einwohner Spaniens dar.

## Wirtschaft
Im Vergleich mit dem BIP der EU ausgedrückt in Kaufkraftstandards erreicht die Region einen Index von 84 (EU-28:100) (2015). Im Jahr 2017 betrug die Arbeitslosenquote 14,1 %.
Mit einem Wert von 0,888 erreicht Kastilien und León Platz 7 unter den 17 autonomen Gemeinschaften Spaniens im Index der menschlichen Entwicklung.

## Städte
| Provinzhauptstädte | Einwohner | andere Städte                  | Einwohner |
| ------------------ | --------- | ------------------------------ | --------- |
| Valladolid         | 300.618   | Ponferrada (León)              | 62.994    |
| Burgos             | 176.551   | Miranda de Ebro (Burgos)       | 36.025    |
| Salamanca          | 144.866   | Aranda de Duero (Burgos)       | 33.675    |
| León               | 122.243   | San Andrés del Rabanedo (León) | 29.884    |
| Palencia           | 76.578    | Laguna de Duero (Valladolid)   | 22.907    |
| Zamora             | 59.506    | Medina del Campo (Valladolid)  | 20.097    |
| Ávila              | 58.111    | Benavente (Zamora)             | 17.246    |
| Segovia            | 51.525    | Béjar (Salamanca)              | 11.957    |
| Soria              | 40.750    | Astorga (León)                 | 10.308    |
|                    |           | El Espinar (Segovia)           | 10.145    |
|                    |           | La Bañeza (León)               | 10.023    |